# Calle Larga (Segovia)
La calle Larga es una vía pública de la ciudad española de Segovia.

## Descripción
La vía, que ha ostentado diferentes títulos a lo largo de la historia —como «calle Larga del Campillo» y «calle de San Antonio el Real»—, discurre desde la calle de la Morenas, justo por donde cruza la de Santa Isabel, hasta la del Caño Grande, donde conecta con la del Coronel Rexach. Aparece descrita en Las calles de Segovia (1918) de Mariano Sáez y Romero con las siguientes palabras:

Larga.—Se llamaba antes calle Larga del Campillo o de San Antonio el Real y es la que va desde la de las Morenas a la del Campillo. Su nombre no es precisamente por ser la calle larga por antonomasia, pues hay otras que lo son más, sino por lo larga que se hace, desprovista de casas y de huecos de fachada y de poco tránsito y no ir el caminante con la distracción en la marcha que proporciona la contemplación de edificios y tiendas y el discurrir por las calles peatones y carruajes.
(Sáez y Romero, 1918, p. 104)